# Де Пас, Эдуардо
Эдуа́рдо де Пас Куре́зес (исп. Eduardo de Paz Cureses; род. 9 августа 1995) — испанский кёрлингист.

## Достижения
- Первенство Европы по кёрлингу среди юниоров: серебро (2015).

## Команды
| Сезон   | Четвёртый                  | Третий                     | Второй                        | Первый                      | Запасной                                                         | Турниры              |
| ------- | -------------------------- | -------------------------- | ----------------------------- | --------------------------- | ---------------------------------------------------------------- | -------------------- |
| 2010    | Серхио Вес Лабрадор        | Анхель Гарсиа Агирресабаль | Adrian Manero Vicente         | Эдуардо де Пас Курезес      | тренер: Manuel Ruch                                              | ПЕКЮ 2010 (9 место)  |
| 2011    | Серхио Вес Лабрадор        | Анхель Гарсиа Агирресабаль | Adrian Manero Vicente         | Эдуардо де Пас Курезес      | Egoitz Gordo Villamor тренер: Sorkunde Vez Bilbao                | ПЕКЮ 2011 (8 место)  |
| 2014    | Анхель Гарсиа Агирресабаль | Марио Фернандес Родригес   | Луис Доминго де Сан-Леандро   | Эдуардо де Пас Курезес      | Andrés Garcia Aguirrezabal тренер: Antonio De Mollinedo Gonzalez | ПЕКЮ 2014 (11 место) |
| 2015    | Серхио Вес Лабрадор        | Марио Фернандес Родригес   | Эдуардо де Пас Курезес        | Луис Доминго де Сан-Леандро | Гонцал Гарсиа Вес тренер: Катя Киискинен                         | ПЕКЮ 2015            |
| 2015    | Серхио Вес Лабрадор        | Анхель Гарсиа Агирресабаль | Эдуардо де Пас Курезес        | Луис Доминго де Сан-Леандро | Марио Фернандес Родригес тренер: Катя Киискинен                  | ЗУ 2015 (10 место)   |
| 2015—16 | Серхио Вес Лабрадор        | Микель Унануэ              | Antonio De Mollinedo Gonzalez | Jose Manuel Sanguesa        | Эдуардо де Пас Курезес тренер: Кеннет Хертсдаль                  | ЧЕ 2015 (22 место)   |
| 2016—17 | Alfonso Gracia             | Lucas Munuera              | Rodrigo Garcia                | Oscar Tesa                  | Эдуардо де Пас Курезес тренер: Elsa Fumanal                      | ЧЕ 2016 (26 место)   |
| 2017—18 | Серхио Вес Лабрадор        | Микель Унануэ              | Antonio De Mollinedo Gonzalez | Эдуардо де Пас Курезес      | Анхель Гарсиа Агирресабаль тренер: Кеннет Хертсдаль              | ЧЕ 2017 (14 место)   |
| 2018—19 | Серхио Вес                 | Микель Унануэ              | Antonio De Mollinedo          | Эдуардо де Пас              | Анхель Гарсиа Агирресабаль тренер: Кеннет Хертсдаль              | ЧЕ 2018 (18 место)   |
| 2019—20 | Серхио Вес                 | Микель Унануэ              | Nicholas Shaw                 | Эдуардо де Пас              | Анхель Гарсиа тренер: Кеннет Хертсдаль                           | ЧЕ 2019 (15 место)   |
| 2021—22 | Серхио Вес                 | Luis Gomez                 | Эдуардо де Пас                | Nicholas Shaw               | Анхель Гарсиа                                                    | ЧЕ 2021 (13 место)   |
| 2022—23 | Серхио Вес                 | Микель Унануэ              | Эдуардо де Пас                | Nicholas Shaw               | Luis Gomez тренер: Дэвид Уиллс                                   | ЧЕ 2022 (9 место)    |
| 2024—25 | Серхио Вес                 | Микель Унануэ              | Эдуардо де Пас                | Nicholas Shaw               | тренер: Даниэль Рафаэль                                          | ЧЕ 2024 (13 место)   |

(скипы выделены полужирным шрифтом)